# Blåpetrell
Blåpetrell (Halobaena caerulea) är en liten havsfågel inom ordningen stormfåglar (Procellariiformes).

## Utseende
Blåpetrellen är en liten havsfågel. Den har ett vitt huvud med ett mörkgrått parti som sträcker sig över hjässa, runt ögat, nacke och ned på sidan av bröstet. Den har en mörkgrå till svart näbb där undre näbbhalvan är ljust grågrön vilken blir blåaktig vid häckningstid. Ovansidan är blågrå med ett distinkt mörkt M-band som sträcker sig över ovansidan av vingarna och ryggen. Den är vit på undersidan förutom stjärten som har mörka kanter. Den är mycket lik valfåglarna men kan skiljas från dem genom sitt vita ändband på ovansidan stjärten då alla valfåglar har svarta ändband.

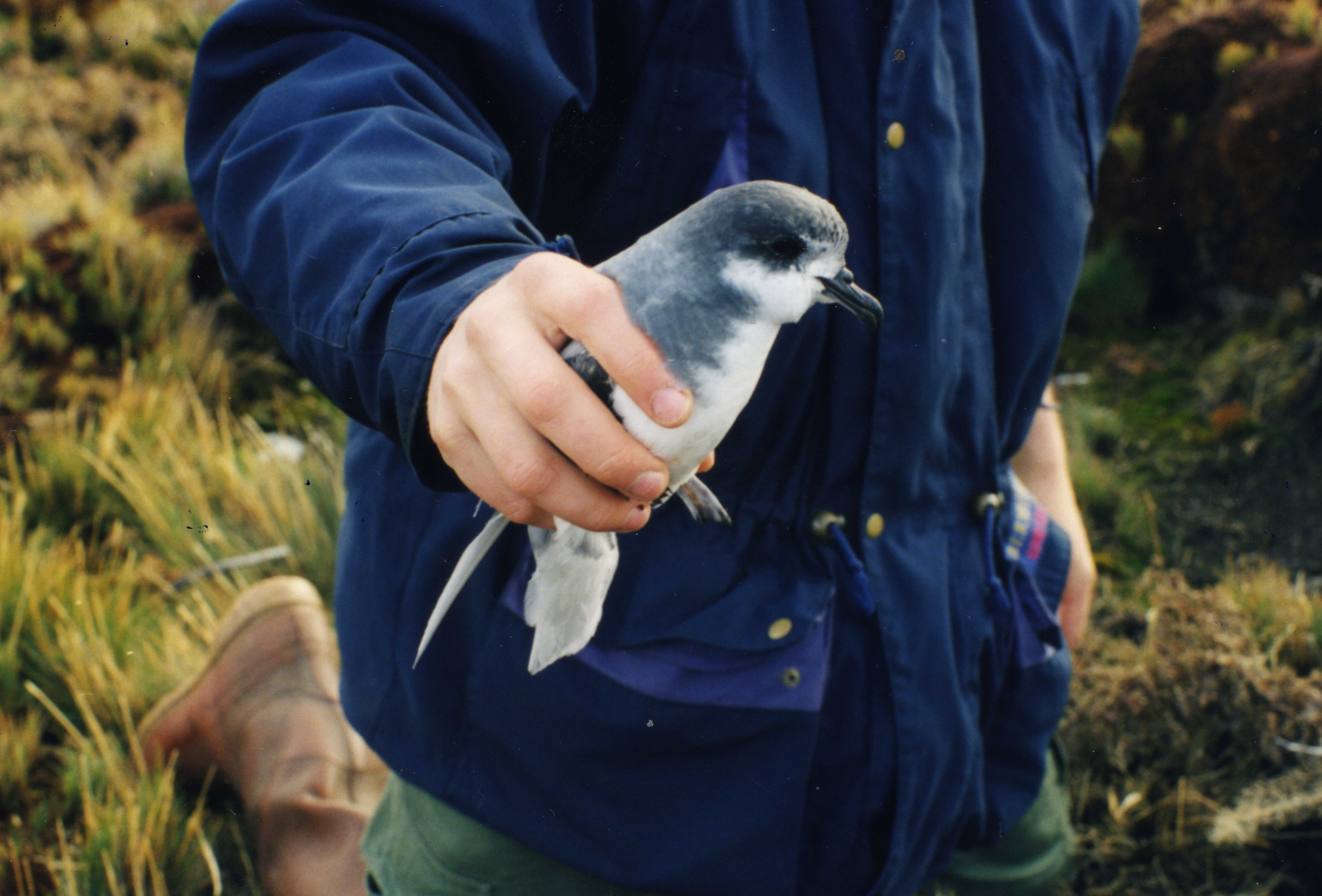
Blåpetrell under en ringmärkning.

## Utbredning och systematik
Arten har en cirkumpolär utbredning och de häckar på vinterhalvåret på flera subantarktiska öar. Kolonier återfinns på Marionön och Prins Edwardön (på Prins Edwardöarna), på Crozetöarna, Kerguelen, Macquarieön och på Sydgeorgien.
Blåpetrellen är en flyttfågel som efter häckningen, på sommarhalvåret, flyttar norrut till mer tempererade hav och den har då ett mycket större utbredningsområde som sträcker sig från Australien till Sydafrika, Sydamerika och Antarktis.
Fågeln är ensam art inom sitt släkte Halobaena, men nära besläktad med valfåglarna (Pachyptila).

## Levnadssätt

### Häckning
Blåpetrellen häckar i stora kolonier som bara besöks om natten för att undvika attacker från främst labbar. De lever i monogama förhållanden och deras häckningssäsong sträcker sig från september till november. Den lägger då ett vitt ägg i ett bo placerat i en jordhåla. Boet är fodrat med fina rotfibrer, grenar och löv och placeras ofta under plantor som växer på sluttningar. Båda föräldrar ruvar ägget som kläcks efter cirka 50 dygn. Därefter tar det cirka 55 dygn för ungen att bli flygfärdig.

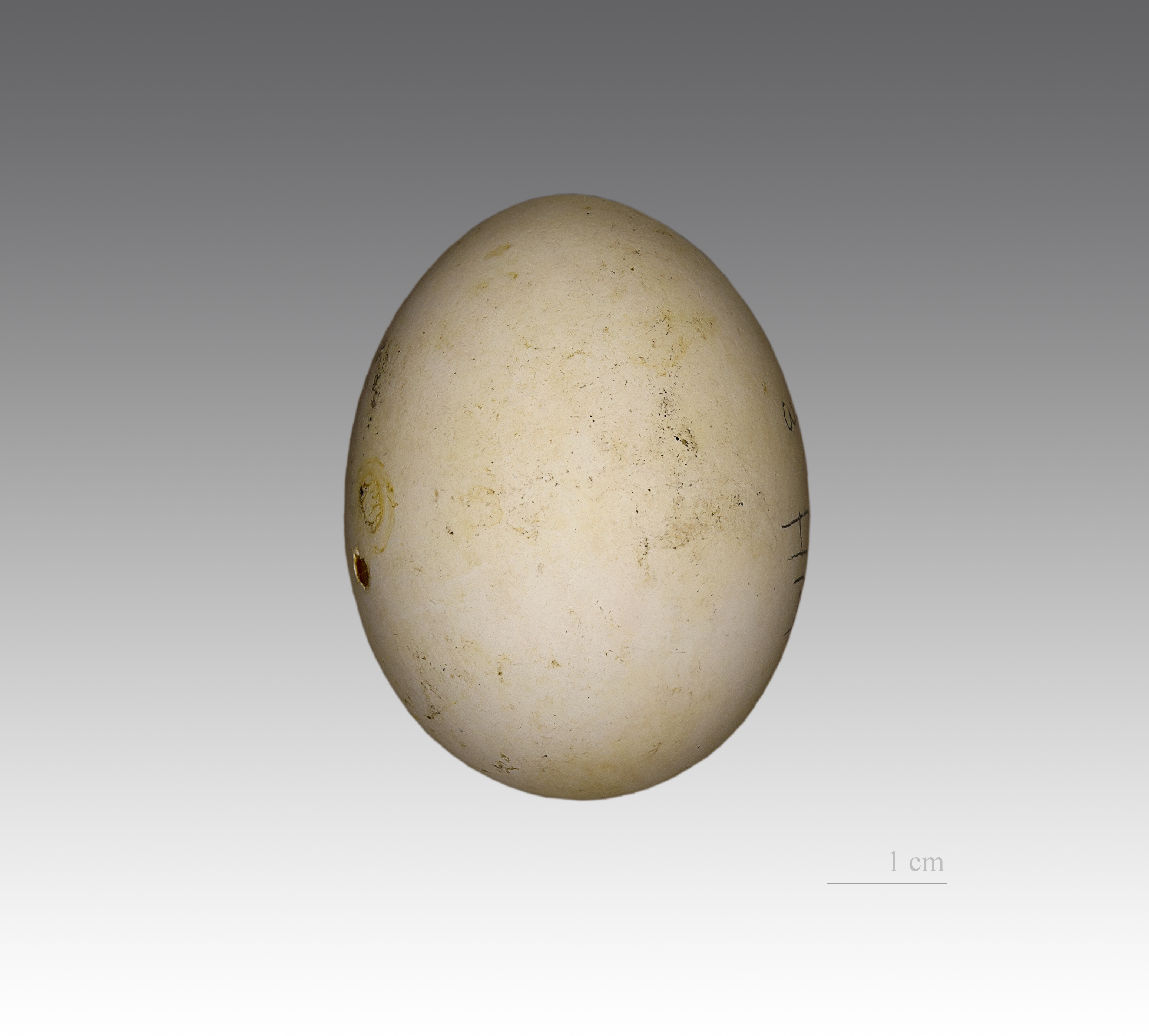
Blåpetrellens ägg.

### Föda och beteende
Deras främsta förda består av krill men även andra kräftdjur, fisk och bläckfisk, som de kan dyka ned till sex meters djup för att fånga. Ibland följer den fartyg.

## Status
Blåpetrell har ett mycket stort utbredningsområde och världspopulationen uppskattas till cirka tre miljoner individer. Den minskar i antal, dock inte tillräckligt kraftigt för att anses vara hotad. Internationella naturvårdsunionen IUCN kategoriserar den därför som livskraftig (LC).

## Namn
Dess släktnamn Halobaena kommer från grekiskans "hals"; hav, och "bainein"; att gå. Caerulea kommer från latinets caeruleus vilket betyder blå.